# Contea di Akto
La contea di Akto (阿克陶县S) è una contea della Cina, situata nella regione autonoma di Xinjiang e amministrata dalla prefettura autonoma kirghisa di Kizilsu.